# Rivière Énard
Rivière Énard är ett vattendrag i Kanada.   Det ligger i provinsen Québec, i den östra delen av landet, 500 km norr om huvudstaden Ottawa.
Runt Rivière Énard är det mycket glesbefolkat, med 4 invånare per kvadratkilometer.